# Nogaus lunatus
Nogaus lunatus is een eenoogkreeftjessoort uit de familie van de Pandaridae. De wetenschappelijke naam van de soort is voor het eerst geldig gepubliceerd in 1861 door Steenstrup & Lutken.